# Homer Hoch
Homer Hoch, född 4 juli 1879 i Marion i Kansas, död 30 januari 1949 i Topeka i Kansas, var en amerikansk jurist och politiker (republikan). Han var ledamot av USA:s representanthus 1919–1933.
Fadern Edward W. Hoch var Kansas guvernör 1905–1909. Hoch utexaminerades 1902 från Baker University och inledde sedan sina juridikstudier vid George Washington University Law School. Till sist avlade han juristexamen 1909 vid Washburn University. Mellan 1907 och 1908 arbetade han som privatsekreterare åt fadern, guvernör Edward W. Hoch.
Hoch efterträdde 1919 Dudley Doolittle som kongressledamot och efterträddes 1933 av Randolph Carpenter.
I januari 1939 tillträdde Hoch som domare i Kansas högsta domstol och var kvar i den befattningen fram till sin död. Han var gift två gånger. År 1905 gifte han sig med Edna Wharton och äktenskapet varade till hennes död år 1935. År 1938 gifte han om sig med Ruth Harrison och det äktenskapet varade till hans död.
Hoch är begravd på Marion Cemetery i Marion i Kansas.